# پیتر منسا
پیتر منسا(به انگلیسی: Peter Mensah)(زاده ۲۷ اوت ۱۹۵۹) در کشور غنا است. وی بازیگر بریتانیایی غنایی است. در ایران وی را با شخصیتی که در فیلم ۳۰۰ و همچنین سریال اسپارتاکوس: خون و شن اجرا کرده است می‌شناسند.
او همچنین در فیلم هیدالگو و جیسون ایکس بازی کرده‌است.

## زندگی‌نامه
پیتر اهل خانواده‌ای تحصیل کرده‌است و متولد کشور غنا است. وی با پدرش، مادرش و دو خواهر کوچکترش در سنین جوانی به بریتانیا مهاجرت کرده بود. پدرش یک مهندس و مادرش یک نویسنده هستند. منسا ۱۱ سال پیش ساکن کانادا شد.